# Гринёва, Ирина Анатольевна
Ири́на Анато́льевна Гринёва (род. 6 февраля 1973, Хабаровск, РСФСР, СССР) — российская актриса театра и кино.

## Биография
Ирина Гринёва родилась 6 февраля 1973 года в Хабаровске.. В возрасте 5 лет переехали с мамой после развода родителей в Казань.
В 1994 году окончила актёрский факультет Ярославского государственного театрального института.
Окончила экспериментальный «Класс экспрессивной пластики» Геннадия Абрамова в театре «Школа драматического искусства» Анатолия Васильева.
Первую театральную роль сыграла в 1995 году в спектакле «Игра в классики» по одноимённому роману Хулио Кортасара в постановке Владимира Агеева на сцене «Эпигон-театра». За роль Маги Люсии в этом спектакле актриса получила премию «Лучший дебют» на Фестивале имени Владимира Высоцкого в 1995 году.
В 1998 году Ирина Гринёва была принята в труппу Московского драматического театра имени К. С. Станиславского, где и по сей день играет в спектаклях.
В 1998 году дебютировала в кино, в телесериале «Самозванцы».
В настоящее время много снимается у разных режиссёров, играет в разных театрах в качестве приглашённого артиста. Пишет стихи, сказки, рисует. В дуэте с Григорием Лепсом принимала участие в шоу «Первого канала» «Две звезды».

### Личная жизнь
- Первый муж — Андрей Петрович Звягинцев (род. 6 февраля 1964), кинорежиссёр и сценарист.
- Второй муж — Максим Андреевич Шабалин (род. 25 января 1982), чемпион мира и Европы по фигурному катанию, Заслуженный мастер спорта России. Поженились 20 ноября 2010 года.
  - Дочь — Василиса (род. 6 июля 2013)[2].

## Творчество

### Основные театральные работы
- 1995 — «Игра в классики» по одноимённому роману Хулио Кортасара (режиссёр — Владимир Агеев) на сцене «Эпигон-театра» — Мага Люсия, возлюбленная Орасио Оливейры, парижанка.
- 1996 — «Хлестаков» (режиссёр — Владимир Мирзоев) — Марья Антоновна.
- 1997 — «Тот и этот свет» (режиссёр — Владимир Мирзоев) — Даша.
- 1997 — «Месяц в деревне» И. С. Тургенева (режиссёр — Владимир Агеев) — Верочка.
- 1999 — «Двенадцатая ночь» (режиссёр — Владимир Мирзоев) — Оливия.
- 2000 — «Маскарад» по одноимённой пьесе М. Ю. Лермонтова (режиссёр — Виктор Шамиров) на сцене Московского драматического театра имени К. С. Станиславского — Нина Арбенина, жена Евгения Арбенина.
- 2000 — «Антигона» (режиссёр — Владимир Агеев) — Антигона.
- 2000 — «Москва — открытый город» (режиссёр — Владимир Агеев) — Гретхен.
- 2000 — «Миллионерша»[3] (режиссёр — Владимир Мирзоев) — Поли Бесчулочек, Независимый театральный проект.
- 2000 — «Борис Годунов» (режиссёр — Деклан Доннеллан) — Марина Мнишек.
- 2000 — «Счастье есть!» (режиссёр — Владимир Агеев).
- 2002 — «Гамлет» Д. Крымова — Офелия.
- 2003 — «А. — это другая» (режиссёр — Ольга Субботина) на сцене театра «Центр драматургии и режиссуры имени А. Казанцева и М. Рощина» — А..
- 2004 — «Дон Жуан» П. Вайля — Эльвира.
- 2005 — «Три сестры» по одноимённой пьесе А. П. Чехова (режиссёр — Деклан Доннеллан) — Маша.
- 2006 — «Евграф — искатель приключений» (режиссёр — Татьяна Ахрамкова) — Бетти Шнайдер.
- 2007 — «Орнитология» (режиссёр — Владимир Агеев) на сцене «Другого театра» — Танечка.
- 2008 — «Ниагара» Р. Обадиа — сестра.
- 2008 — «Штирлиц идёт по коридору. — По какому коридору? — По нашему коридору…», антрепризный спектакль по пьесе Аллы Соколовой «Фантазии Фарятьева» (режиссёр — Елена Шевченко) на сцене «Другого театра» — Александра.
- 2008 — «Саломея» по одноимённой пьесе Оскара Уайльда (режиссёр — Владимир Агеев) на сцене Московского драматического театра «Модерн» — Саломея, дочь Иродиады.
- 2009 — «Троянской войны не будет» по пьесе Жана Жироду (режиссёр — Александр Галибин) — Елена.
- 2016 — «Тартюф» (режиссёр — Филипп Григорьян) на сцене «Электротеатра „Станиславский“» — Эльмира.
- 2016 — «Трамвай «Желание»» (Воронежский камерный театр) — Бланш Дюбуа.

### Фильмография
1. 1998 — Самозванцы — Лада
2. 2000 — Дом для богатых — Анна Казимировна
3. 2002 — Щит Минервы — журналистка
4. 2003 — Вокзал — Жанна
5. 2003 — Пассажир без багажа — Нина
6. 2004 — Всегда говори «всегда» — Дарья
7. 2004 — Зима — весна — претендентка № 8
8. 2004 — Прощайте, доктор Фрейд! — Марьяша, подруга Ирины
9. 2004 — Слепой — Джулия
10. 2004 — Только ты — Лиза Субботина
11. 2004 — Я люблю тебя — Диана
12. 2005 — Подкидной — Мария Долгова
13. 2005 — Мой личный враг — Виктория Терёхина
14. 2006 — У. Е. — Инна Соловьёва
15. 2006 — Важнее, чем любовь — Марина
16. 2007 — Я остаюсь — Юля
17. 2007 — Простая история — Марина, риелтор
18. 2007 — Сыщик Путилин — баронесса Нейгард
19. 2007 — Серебряный самурай — Ирина Даирова
20. 2007 — Грустная дама червей — Карина
21. 2008 — Год Золотой рыбки — Лада («Рыбка»), певица
22. 2008 — Откройте, Дед Мороз!— Валентина Калинкина, подруга Жени
23. 2008 — Каникулы любви — Евгения Святозарова
24. 2008 — Коснуться неба — Таисия
25. 2008 — 220 вольт любви — Маша Медведева
26. 2009 — Секер (Казахстан) — Елена, ветеринар
27. 2010 — Голоса (серия № 14) — Виктория Чибисова
28. 2011 — Возвращение домой — Милана, заместитель Дронова
29. 2012 — Поединки. Исключение из правил — Мария, жена Короткова
30. 2012 — После школы — Ульяна, мать Миши, «светская львица»
31. 2012 — Мама поневоле — Татьяна Смирнова, хирург
32. 2012 — Четверг, 12-е —  Юлия Битова, психолог
33. 2012 — МУР. Третий фронт — Марина Флёрова, актриса
34. 2014 — На одном дыхании —  Марина Нескорова, актриса, первая жена Разлогова
35. 2015 — 30 свиданий — Вероника Сергеевна, начальница Даши
36. 2015 — Чудо в Крыму — Мария Устинова, кинозвезда
37. 2016 — Таинственная страсть — Катя Человекова, актриса (прототип — Татьяна Лаврова)
38. 2017 — Икра — Татьяна Потапова
39. 2020 — (Не)идеальный мужчина — покупательница
40. 2020 — Доктор Лиза — Карина Мурадовна Сурбаева, инспектор департамента опеки и попечительства
41. 2021 — В Бореньке чего-то нет — журналистка
42. 2023 — Раневская — Любовь Орлова
43. 2023 — Времена года — Наталья

## Призы и премии
- 1995 — лауреат премии «Лучший дебют» на фестивале имени Владимира Высоцкого — за роль Маги Люсии в спектакле «Игра в классики» по одноимённому роману Хулио Кортасара в постановке Владимира Агеева на сцене «Эпигон-театра».
- 2002 — приз «Дива Camey» в номинации «Лучшая киноактриса, снимающаяся в телесериалах».
- 2003 — лауреат российской театральной премии «Чайка
» в номинации «Обольстительная женщина» — за главную роль в спектакле «А. — это другая» режиссёра Ольги Субботиной на сцене театра «Центр драматургии и режиссуры имени А. Казанцева и М. Рощина».
- 2005 — премия «Образ года», демонстрирующая взгляд современных девушек и молодых женщин на тенденции косметического рынка.
- 2006 — лауреат премии «Лица года» — за роль Маши в спектакле «Три сестры» по одноимённой пьесе А. П. Чехова в постановке Деклана Доннеллана.
- 2007 — лауреат российской театральной премии «Чайка» в номинации «Улыбка Ж» за лучшую комедийную роль — за роль в спектакле «Орнитология».
- 2009 — премия «Золотая лира» в номинации «Совершенство» — за роль Саломеи в спектакле «Саломея» по одноимённой пьесе Оскара Уайльда в постановке Владимира Агеева на сцене Московского драматического театра «Модерн».
- 2023 — Приз за лучшую женскую роль 21-го Российского фестиваля кино и театра «Амурская осень» (фильм «Времена года»)[4].